# Ivana Isailović
Ivana Isailović (ur. 1 stycznia 1986 w Šabacu) – serbska siatkarka, była reprezentantka kraju, grająca na pozycji środkowej. wicemistrzyni Europy z 2007 roku. Od sezonu 2016/2017 występuje w drużynie Calisia Kalisz.

## Sukcesy klubowe
Mistrzostwo Serbii:
- 2010
- 2005, 2008, 2009
- 2006, 2007

Puchar CEV:
- 2010
- 2008

Puchar Serbii:
- 2010

Puchar Niemiec:
- 2011

Mistrzostwo I ligi:
- 2018

## Sukcesy reprezentacyjne
Mistrzostwa Europy:
- 2007